# Мелани Тијери
Мелани Тијери (фр. Mélanie Thierry) је француска глумица, рођена 17. јула 1981. године у Сен Жермен ан Леу (Француска).

## Филмографија[3]
| Год. | Српски назив | Оригинални назив | Улога             |
| ---- | ------------ | ---------------- | ----------------- |
| 1998 |              |                  | девојка           |
| 1999 |              |                  | Агнес / Есмералда |
| 2000 |              |                  | Софи Леви         |
| 2002 |              |                  |                   |
| 2007 |              |                  | Манон             |
| 2008 |              |                  | Аурора            |